# География Либерии
Либе́рия — страна на побережье Атлантического океана в тропической Западной Африке.

## Географическое положение
Площадь Либерии 111 370 км ², из которых 96 320 км ² земли приходится на сушу и 14 040 км² занимает вода. Граничит с тремя государствами — Гвинеей (563 км) — на севере, со Сьерра-Леоне (306 км) и Кот-д'Ивуаром (716 км) — на востоке. Длина береговой линии — 579 км.

## Рельеф
Средние высоты — 243 м; самая низкая точка страны — уровень Атлантического океана (0 м); высшая точка — гора Вутеве (1440 м). Приморская низменная равнина слабо расчленена, местами заболочена. В центральной части страны равнина повышается до 400—600 м и переходит в Леоно-Либерийскую возвышенность. Северную часть Либерии занимает Гвинейская возвышенность, где проходит водораздел между бассейном Нигера и реками бассейна Атлантики. Береговая линия составляет 579 км в ряде мест изрезана лагунами, мангровыми болотами, эстуариями рек.

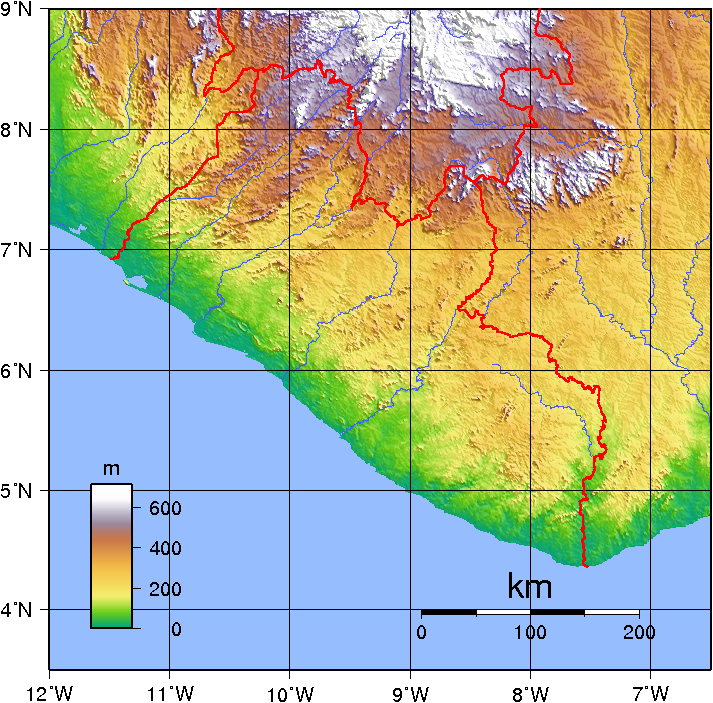
Рельеф Либерии
Физическая карта Либерии
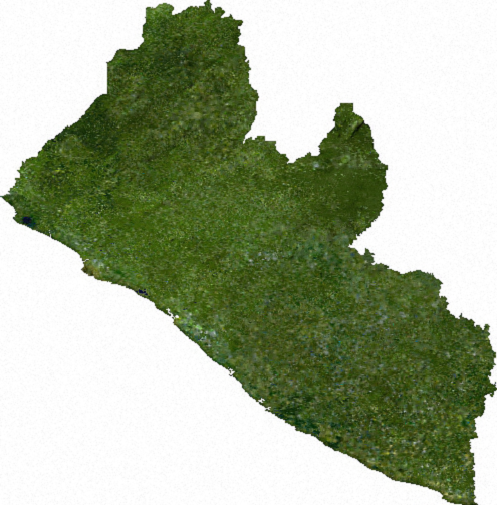
Спутниковый снимок

## Реки
В Либерии многоводная и густая речная сеть. Вся территория страны принадлежит бассейну Атлантического океана. Наиболее крупные из них: Мано, Сент-Пол, Лоффа, Сент-Джон, Сесс и Кавалли. Для судоходства используется лишь река Сент-Пол в нижнем течении (судоходный участок — 80 км).

## Растительность
До начала освоения европейцами территория Либерии была покрыта густыми лесами. В настоящее время они занимают до 30 % страны. В лесах растёт красное, каучуковое, кофейное и полисандровое деревья. Центральная часть страны лишена леса из-за длительного сельскохозяйственного использования. Побережье занято мангровыми лесами.

В составе флоры Либерии на сегодняшний день известно свыше 2200 видов растений (в том числе 225 древесных видов). Наибольший уровень эндемизма наблюдается в горных лесах массива Нимба.

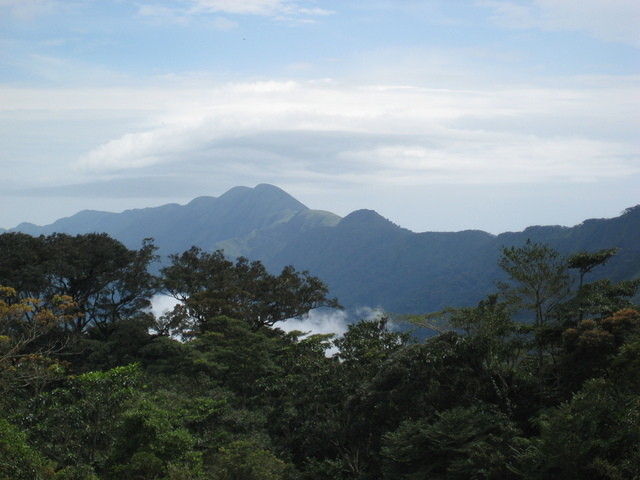
Растительность гор Нимба
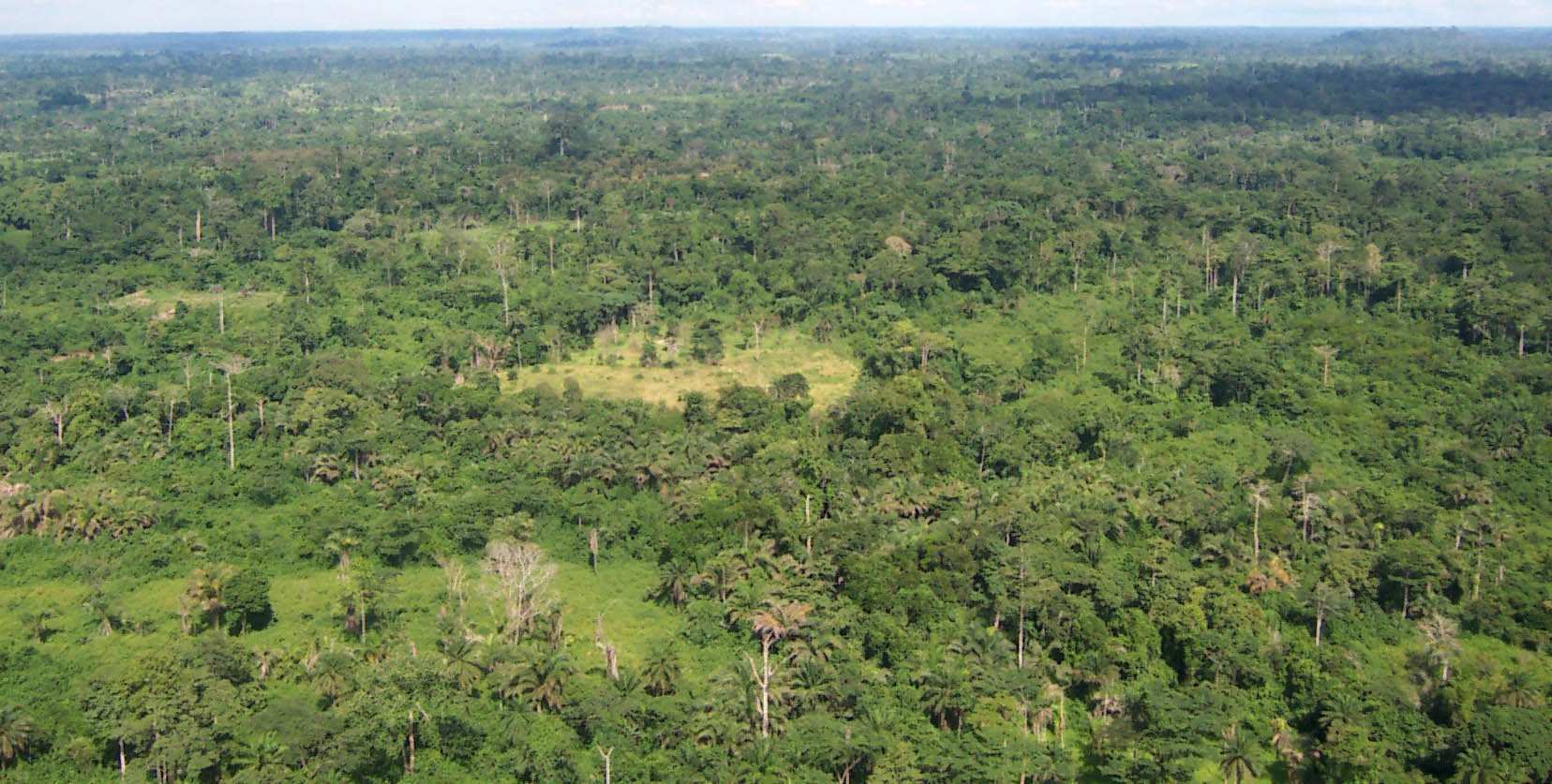
Влажный тропический лес

## Животный мир
Животный мир Либерии довольно разнообразен. На территории страны зарегистрировано 193 вида млекопитающих (17 из них под угрозой исчезновения), 697 видов птиц (под угрозой исчезновения — 11), 79 видов рептилий и свыше 80 видов рыб. В лесах многочисленны обезьяны (в том числе сенегальский галаго, королевский колобус, обыкновенный шимпанзе), карликовые лесные слоны, лесные буйволы, бородавочники, леопарды, карликовые бегемоты, лесные антилопы (дукеры, бонго) и кистеухие свиньи. Среди крупных птиц распространены фламинго (малый и розовый), аисты, марабу.

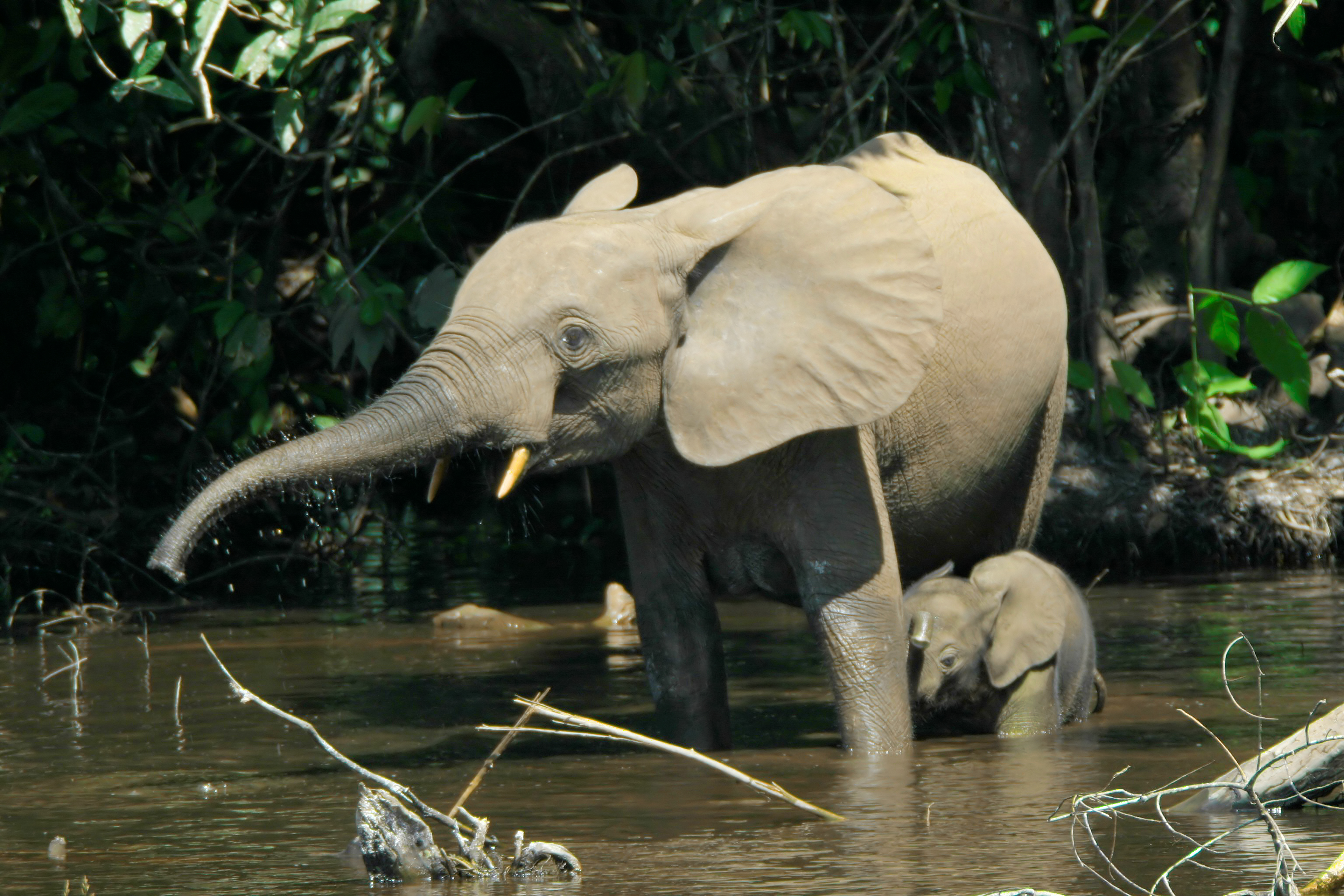
Карликовые лесные слоны
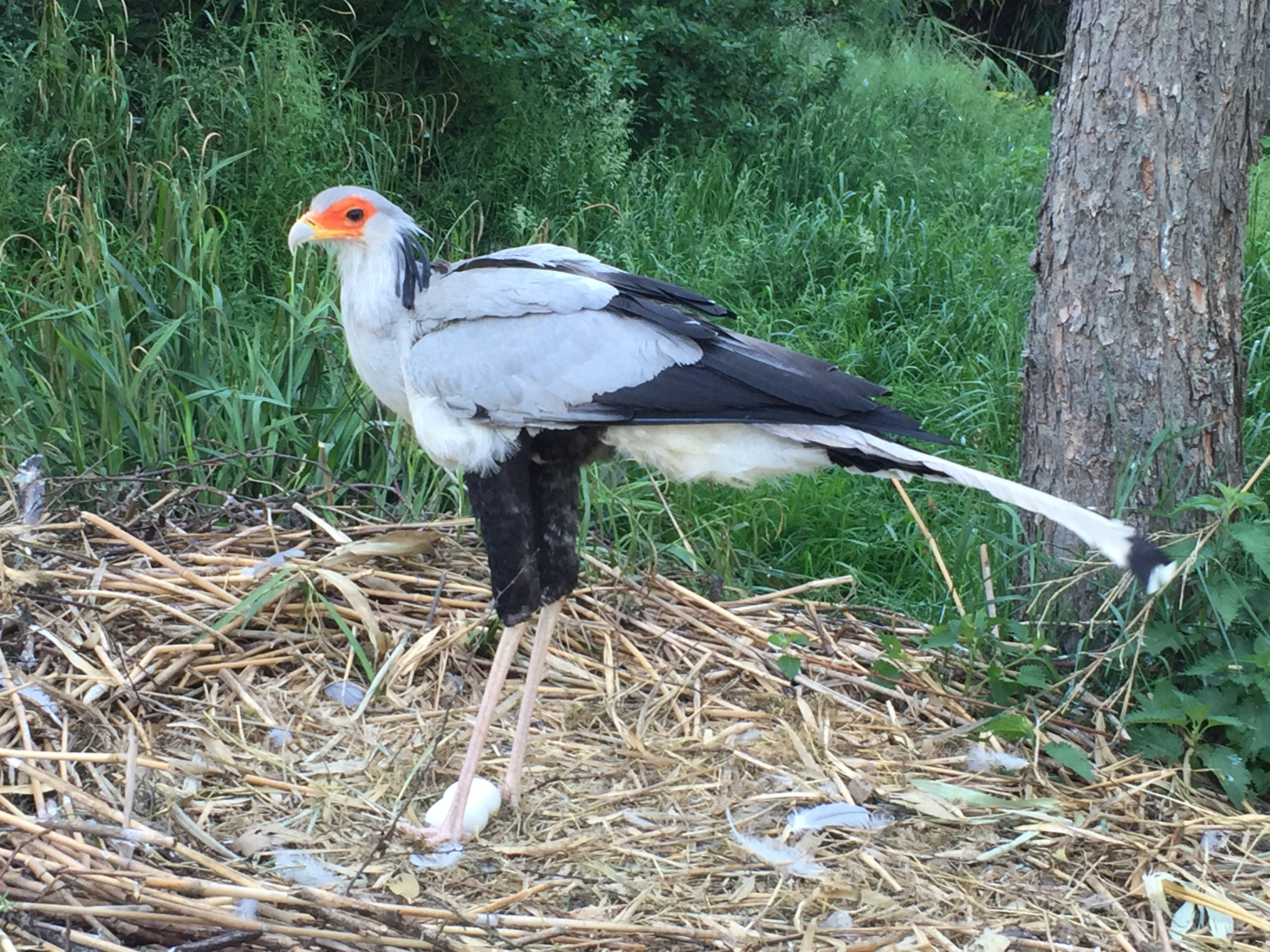
Птица-секретарь
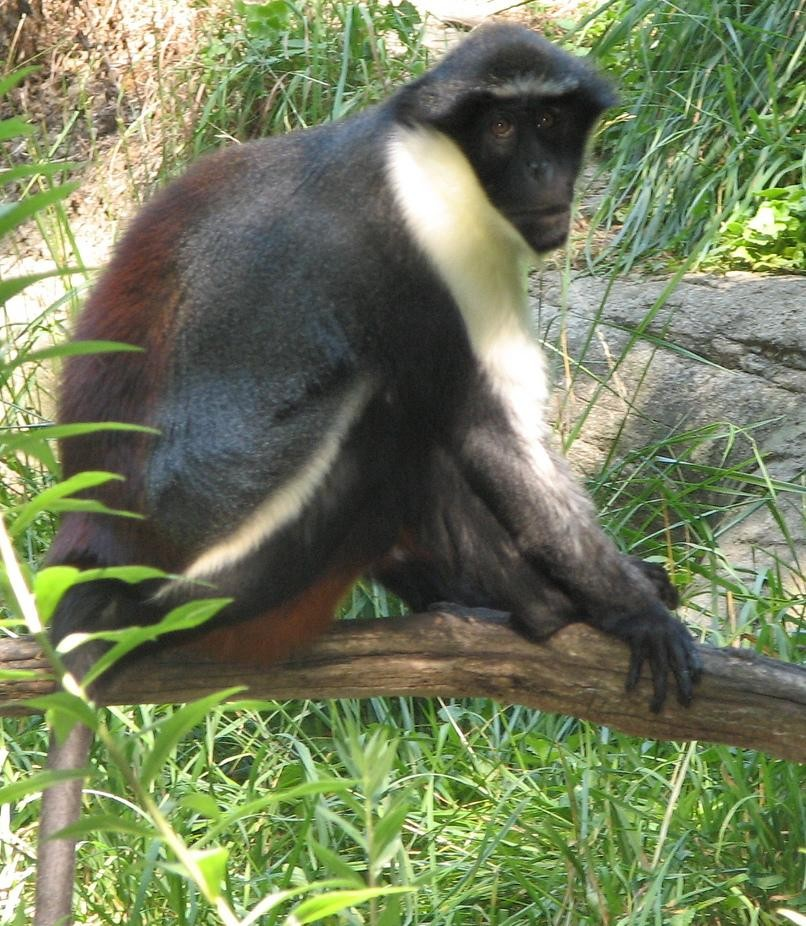
Мартышка диана
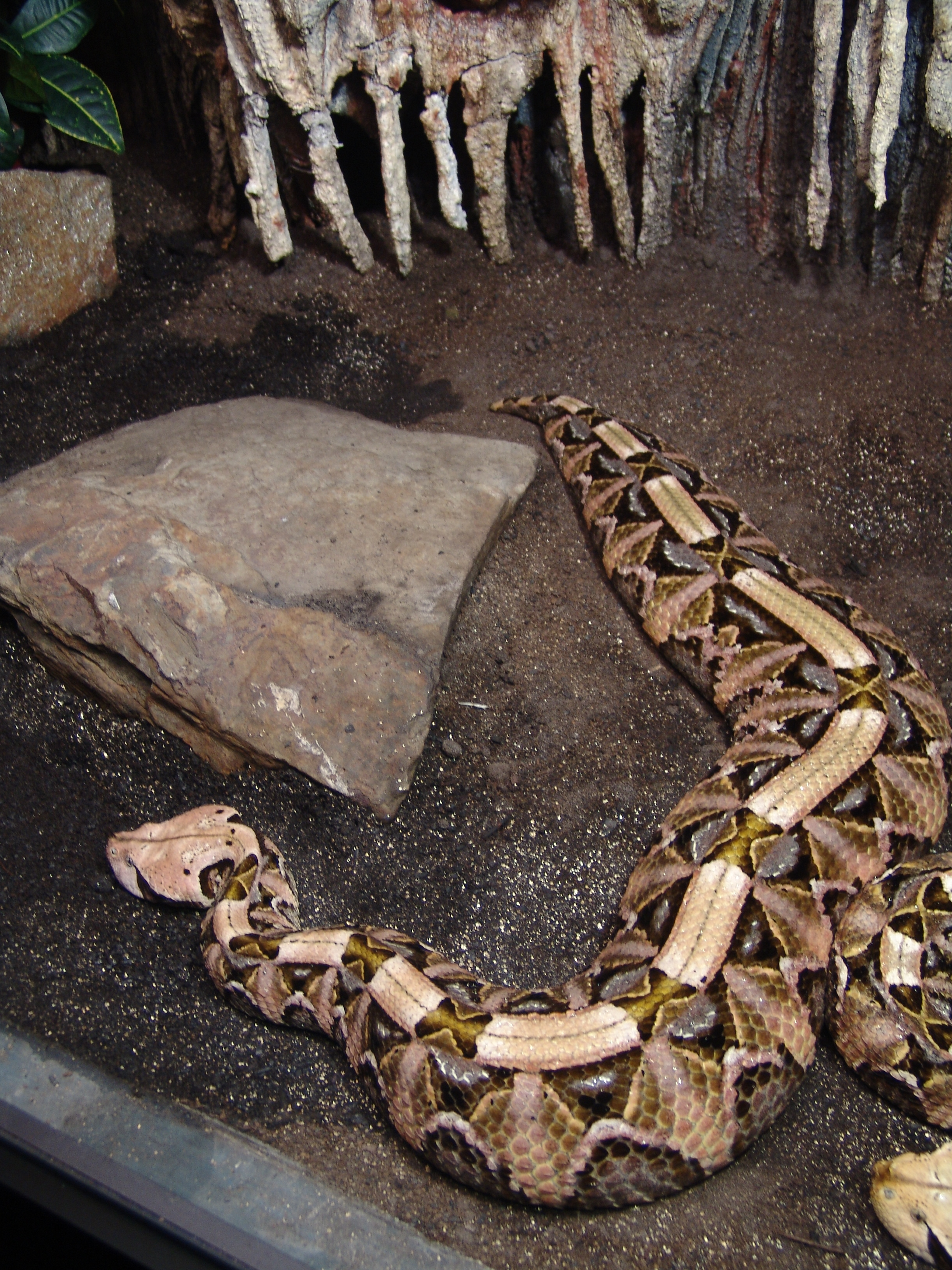
Габонская гадюка

## Охрана окружающей среды
Свыше 15 % территории Либерии занимают охраняемые территории. Наиболее известная из них — природоохранная зона Мон-Нимбо, включённый в состав Всемирного Наследия ЮНЕСКО.

### Охраняемые территории
- Природоохранная зона Мон-Нимба
- Национальный парк Сапо (на англ.)
- Национальный парк Grand Kru-Río Gee

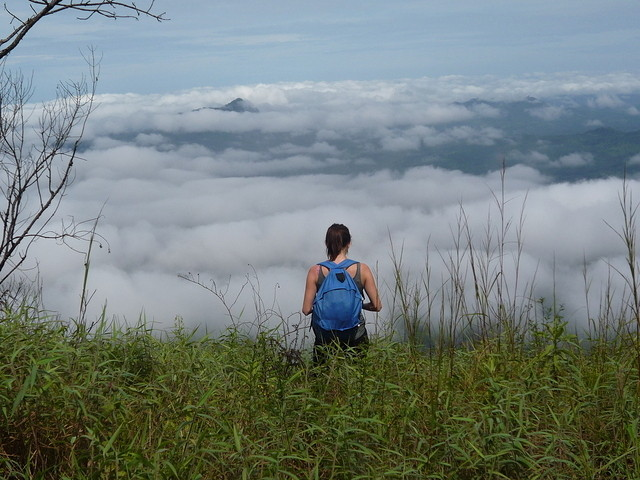
Турист в горах Нимба
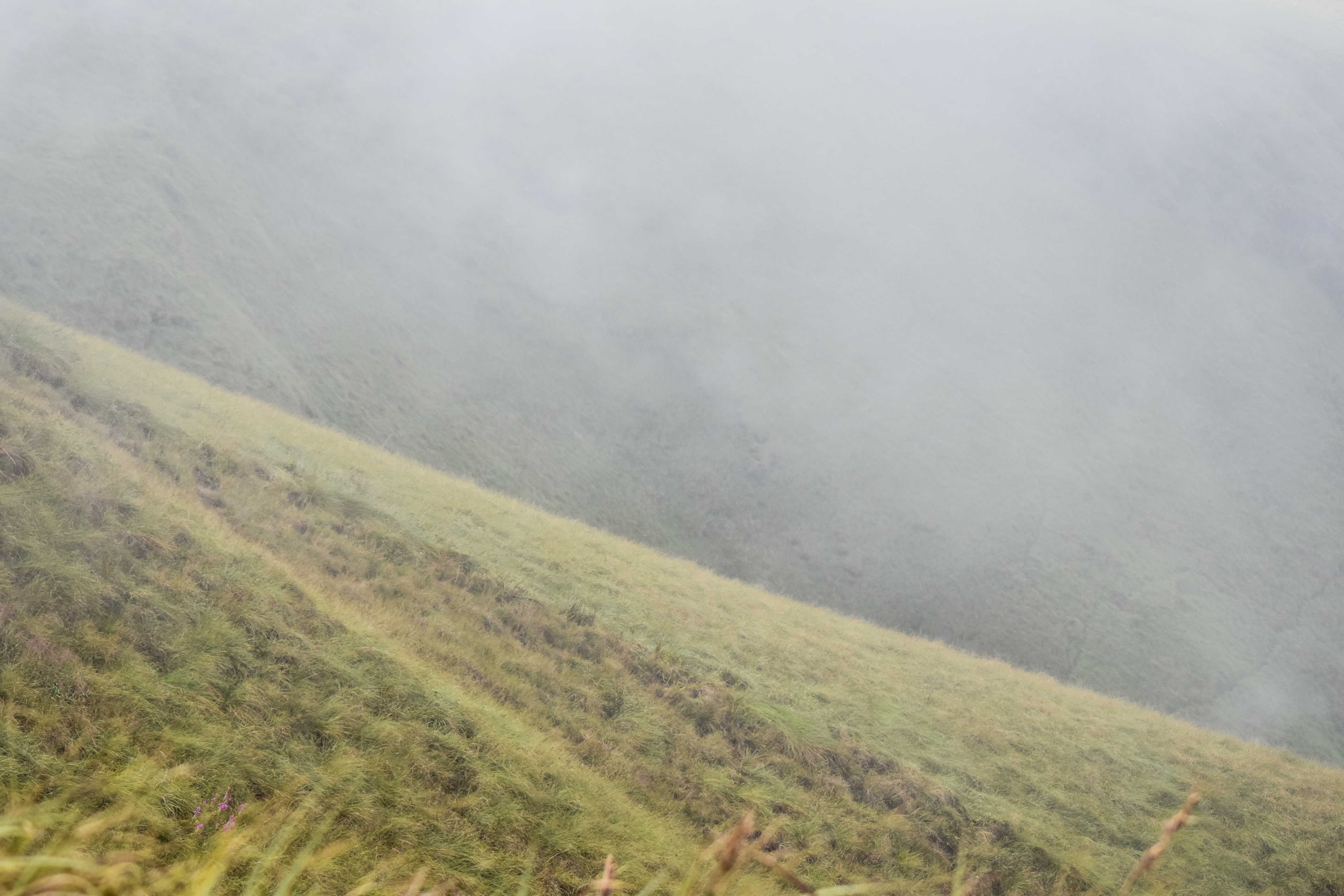
Склоны гор Нимба
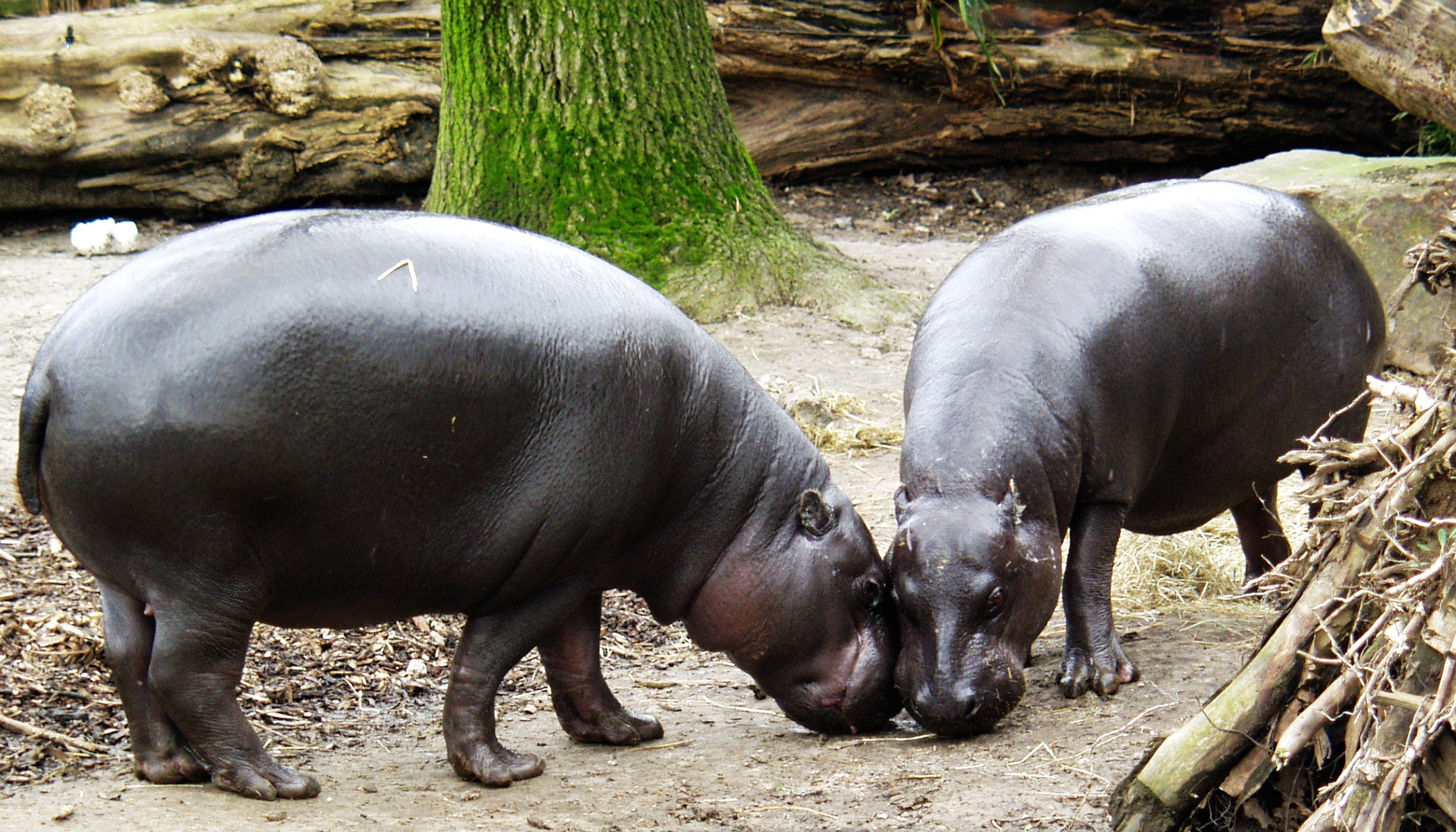
Карликовые бегемоты в национальном парке Сапо

## Климат
Климат Либерии тропический: высокая температура и большая влажность. Год делится на два сезона: сухая зима с жаркими днями и прохладными ночами и влажное лето с частыми и сильными тропическими ливнями. Осадков выпадает 5000 мм на побережье и 1500 мм в глубинных районах. Среднегодовая температура примерно +25 °C. Среднемесячная температура не опускается ниже +23 °C.